# Stratford (Ontário)
Stratford é uma cidade do Canadá, localizada no Condado de Perth, no sul da província de Ontário.
Seu nome vêm da cidade inglesa de Stratford-upon-Avon, onde nasceu William Shakespeare.
A população de Stratford, Ontário, é de 29 676 habitantes, do censo nacional de 2001. Passou a ser mais conhecida devido a ser a cidade natal do Pop Star Justin Bieber.

## Demografia
Stratford tinha uma população de 30.461 pessoas em 2006, que representa um aumento de 2,3% a partir da contagem de censo de 2001. Hoje tem aproximadamente 32.000 habitantes. A renda familiar média em 2005 para Stratford foi $ 54.128 dólares, que está abaixo da média provincial de Ontário de $ 60.455.

## Cidades Irmãs
Stratford é um membro do programa de Stratford Cidades Irmãs, que foi criado para promover a amizade e o intercâmbio cultural entre os países participantes. A reunião é realizada a cada dois anos por um membro diferente.
Stratford é cidade irmã de:
| - Stratford-upon-Avon, Inglaterra, Reino Unido - Stratford (Londres), Inglaterra, Reino Unido - Stratford, Nova Zelândia - Stratford (Connecticut), Estados Unidos - Stratford (Prince Edward Island), Canada |